# Sinister
Sinister – holenderska grupa muzyczna grająca death metal, powstała w 1988 roku w Schiedam.

## Historia
Opracowano na podstawie materiału źródłowego.
Sinister powstał w kwietniu 1988 roku z inicjatywy Mike'a van Mastrigta, Rona van de Poldera i Aada Kloosterwaarda. W styczniu 1989 roku dołączył do nich Corzas i w tym składzie zespół nagrał pierwsze demo. Perpetual Damnation miało premierę 17 marca 1990 roku i zawierało cztery utwory grupy oraz cover Slayera "Praise of Death". W ciągu 18 miesięcy demo sprzedało się w ponad 1500 kopiach, a Sinister wystąpił jako support Entombed i Disharmonic Orchestra.
W maju 1991 roku z grupy odszedł Corzas, którego zastąpił Frank Faase (basista Sempiternal Deathreign), zaś po przyjęciu do zespołu André Tolhuizena (Vulture), Ron van de Polder przejął funkcję basisty. Po wydaniu kolejnego dema (Sacramental Carnage), Sinister podpisał kontrakt z wytwórnią Nuclear Blast i we wrześniu 1991 roku wystąpił jako support Atrocity.
Pierwszy album studyjny Cross The Styx ukazał się w 1992 roku, a wyprodukował go Alex Krull z Atrocity. W ramach promocji płyty zespół występował m.in. jako support Deicide, Entombed i Cannibal Corpse.
Drugi album grupy Sinister Diabolical Summoning wydany w 1993 roku oraz trzeci – Hate, wydany w 1995 roku, zostały nagrane w TNT Studios w Gelsenkirchen i wyprodukowane przez Colina Richardsona.
Kolejne wydawnictwo zespołu – minialbum Bastard Saints – ukazało się w 1996 roku i było ostatnim, w nagraniu którego wziął udział Mike van Mastrigt, zaś pierwszym, na którym pojawił się Michel Alderliefsten (Severe Torture).
Album Aggressive Measures z 1998 roku został nagrany z nowym wokalistą Erikiem de Windtem (Severe Torture) i basistą Aleksem Paulem.
W sierpniu 1999 roku nastąpiły kolejne zmiany personalne w zespole – odszedł Eric de Windt, którego zastąpił Joost Silvrants (Inhume, Drowning in Tears).
W 2001 roku do zespołu w charakterze wokalistki przyjęto Rachel Heyzer-Kloosterwaard (Occult) i w nowym składzie Sinister nagrał album Creative Killings. Płyta, wyprodukowana przez Hansa Pietersa, ukazała się w listopadzie 2001 roku nakładem Hammerheart Records.
Na początku 2002 roku z zespołu odszedł Bart van Wallenberg, którego zastąpił Pascal Grevinga (Cantara, God Dethroned).
W 2003 roku nakładem Nuclear Blast ukazał się album Savage or Grace, a w kwietniu 2004 roku Sinister zaprzestał działalności.
Grupa w zmienionym składzie reaktywowała się w kwietniu 2005 roku. Aad Kloosterwaard objął funkcję wokalisty, a Alex Paul gitarzysty. Do zespołu przyjęto nowego perkusistę Paula Beltmana. Kolejny album zatytułowany Afterburner został wydany dopiero w 2006 roku przez Nuclear Blast. Płytę nagrano w studiu Stage One Andy'ego Classena. W tym samym roku ukazało się również pierwsze DVD zespołu (Prophecies Denied), będące rejestracją koncertu, który odbył się 24 sierpnia 2006 roku w klubie Stodoła w Warszawie.
Kolejny album studyjny The Silent Howling został wydany w 2008 roku i jest on pierwszym, na którym zagrał na perkusji Edwin van den Eeden.
W roku 2009 ukazały się dwa wydawnictwa: kompilacja The Blood Past (na której znalazły się utwory grupy z lat 1990–1992) oraz album koncertowy Prophecies Denied (wydany przez Metal Mind), na którym znalazł się zapis koncertu z Warszawy, opublikowanego wcześniej na DVD.

## Muzycy
Opracowano na podstawie materiału źródłowego.

### Obecny skład zespołu
- Aad Kloosterwaard – perkusja (1988–2003), śpiew (od 2005)
- Mathijs Brussaard – gitara basowa (od 2011)
- Dennis Hartog – gitara basowa, gitara (od 2011)
- Toep "Stabath" Duin – perkusja (od 2011)
- Bastiaan Brussaard – gitara (od 2011)

### Byli członkowie zespołu
- Mike van Mastrigt – śpiew (1988–1996)
- Eric de Windt – śpiew (1997–1999)
- Joost Silvrants – śpiew (2000)
- Rachel Heyzer-Kloosterwaard – śpiew (2001–2003)
- Frank Faaze – gitara (1991)
- André Tolhuizen – gitara (1991–1994)
- Bart van Wallenburg – gitara basowa, gitara (1992–2002)
- Ron van de Polder – gitara basowa, gitara (1988–1992, 2003)
- Pascal Grevinga – gitara (2003)
- Corzas – gitara basowa (1989–1991)
- Michel Alderliefsten – gitara basowa (1996)
- Paul Beltman – perkusja (2005–2007)
- Alex Paul – gitara basowa (1997–2003), gitara (2005–2011)
- Bas van den Bogaard – gitara basowa (2005–2011)
- Edwin van den Eeden – perkusja (2008–2011)

## Dyskografia
| - Cross the Styx (1992) - Diabolical Summoning (1993) - Hate (1995) - Aggressive Measures (1998) - Creative Killings (2001) - Savage or Grace (2003) - Afterburner (2006) - The Silent Howling (2008) - Legacy of Ashes (2010) - The Carnage Ending (2012) - Dark Memorials (2015) - Syncretism (2017) - "Deformation Of The Holy Realm" (2020) - Prophecies Denied (2009) - Seven Gates of Horror – A Tribute to Possessed (2004) - The Blood Past (2009) | - Putrefying Remains/Spiritual Immolation (1990) - Sinister (1991) - Bastard Saints (1996) - Sinister/Monastery (1991) - Nuclear Blast Sampler (1992) - Perpetual Damnation (1990) - Sacramental Carnage (1991) - Prophecies Denied (2006) |